# Amblyomma nodosum
Amblyomma nodosum är en fästingart som beskrevs av Neumann 1899. Amblyomma nodosum ingår i släktet Amblyomma och familjen hårda fästingar. Inga underarter finns listade i Catalogue of Life.